# Notiomystis
Notiomystis is een monotypisch geslacht van zangvogels uit de familie Notiomystidae.

## Soorten
Het geslacht kent de volgende soort:
- Notiomystis cincta – Hihi